# واشک (بلوچستان)
واشک (اردو: واشک) یک شهرک در پاکستان است که در ناحیه واشک واقع شده‌است.